# Færøbåd
Færøbåden nedstammer fra indkøbte norske joller, men blev senere bygget lokalt af indkøbte brædder og drivtømmer. Den har med tiden udviklet sig til en færøbåd med en konstruktion der er helt speciel og findes ikke andre steder i verden. Færøbåden bygges som en 4, 6 eller 8 mandsbåd, og den sidstnævnte regnes for den fineste. Tidligere blev bådene brugt til transport og fiskeri, men i dag anvendes de kun til kapsejlads.
Før i tiden var man afhængig af småbåde på det stormfulde Nordatlant, og da de høje fjelde skaber farlige kastevinde, var man nødt til at udvikle en særlig sødygtig robåd, som kunne bygges af brædder i standardmål. Særligt efter at Færøerne kom under dansk
styre, blev næsten alle de livsvigtige både bygget på øerne af færdige brædder, som kom helt fra København.
Den færøske båd blev bygget som en udpræget robåd, men mast og sejl hørte til det faste udstyr, der kunne tages i brug under gunstige vindforhold.
Sjældent blev to både bygget ens, selv om de var bygget af samme mand. Der blev nemlig ikke bygget efter tegninger. Bortset fra nogle grundlæggende mål foregik alt arbejde efter øjemål og fornemmelse. Et væsentligt led i bådens brug var indgående kenskab til vind og strøm. Det at udnytte strømmens egen kraft var og er afgørende for bådens fremdrift. Nogle ganske få meters afstand kan være afgørende for, om man får strømmen med eller mod sig.
Færingerne giver bådsstørelsen navn efter antallet af roere, som f.eks. firemandsfarer, ottemandsfarer og timandsfarer. Samtlige bådtyper har ifølge traditionen en nogenlunde given størrelse hvad længden angår, medens der kan forekomme større og mindre afvigelser i andre henseender.
Et gammelt færøsks ordsprog lyder: "bundet er bådløs mand". Bag ved dette ligger bevidstheden om at det var en livsbetingelse at være i besiddelse af eller have adgang til brugen af en båd.
Traditionelt er den en robåd, men færøbåden findes i dag også med motor, mens robådene er nu regattabåde. Da båden er spids bagtil, laver man en brønd til påhængsmotoren. Det er mere sikkert end at have motoren hængende på et bredt agterspejl, som det sker på de fleste af nutidens joller.
Nutidens færøbådene bygges af træ og glasfiberarmeret plastik, og da Færøerne ikke har nogen rigtig skov, er træ meget kostbart. Derfor var færingerne tvunget til at finde den mest effektive byggemåde for slanke og lette både.
Gamle færøbåde kan i dag ses på Færøernes Nationalmuseum eller på bådsmuseet i Leirvík. Christianskirkjan i Klaksvík har en historisk færøbåd hængende som kirkeskib.

## Klassiske bådstyper
Færøbåden adskilles efter størrelsen, og de traditionelle typer hedder:
- Tríbekkur, roes med 2 personer, men har 3 bænke.
- Tristur, roes med 3 personer, er lidt større end en tríbekkur (18 fod), og har 3 eller 4 bænke.
- Fýramannafar, roes med 4 personer, og er 20 fod lang.
- Fimmmannafar, roes med 5 personer, og er 21 fod lang. Den mindste klasse for kappróður (drenger, piger og kvinder)
- Seksmannafar, roes med 6 personer, og er 22 fod lang. I kaproning roes den kun af voksne.
- Áttamannafar, roes med 8 personer, og er 24-24,5 fod lang. Den regnes for den eleganteste typ, og roes på kaproning kun ved mænd.
- Tíggjumannafar, roes med 10 personer, og er 26-27 fod lang. Den største klasse for kaproning (kun mænd).
- Seksæringur (eller tólvmannafar), roes med 12 personer, og er 28-30 fod lang. Denne type findes nu også som motorbåd.
- Teinæringur roedes med 18 personer, var ca. 40 fod lang, og er en historisk type for udlandsrejser.